# مدز آگر
مدز آگر (انگلیسی: Mads Agger؛ زادهٔ ۲۱ دسامبر ۱۹۹۹) بازیکن فوتبال اهل دانمارک است که در حال حاضر برای سوندریوسکه در سوپر لیگ فوتبال دانمارک بازی می‌کند.